# Augustus Pablo
Horace Swaby (21 de junho de 1957 - 18 de maio de 1999), mais conhecido como Augustus Pablo, foi um músico, dubman e produtor jamaicano, tendo iniciado a carreira na década de 1970. Foi também um devoto Rastafari.
Suas produções eram influenciadas por King Tubby, famoso produtor de dub e reggae jamaicano. Com a escaleta, um instrumento inicialmente usado para lecionar música nas escolas públicas da Jamaica, no reggae rompeu fronteiras mundiais. Gravou com muitos artistas Jamaicanos de Reggae e Dub, entre eles: Hugh Mundell, The Scientist, Jacob Miller, Bob Marley & The Wailers e outros.
Augustus Pablo faleceu decorrente de um pneumotórax em 18 de maio de 1999 em um hospital de Kingston. Ele era portador de problemas neuromusculares em decorrência da Miastenia grave.

## Discografia
- Red Sea (1973)
- This Is Augustus Pablo (1974)
- Thriller (1974)
- Ital Dub (1974)
- King Tubby Meets Rockers Uptown (1976)
- East of the River Nile (1977)
- Original Rockers (1979)
- Africa Must Be Free by... 1983 Dub (1979)
- Rockers Meets King Tubby in a Firehouse (1980)
- Authentic Golden Melodies (1980)
- Earth's Rightful Ruler (1982)
- King David's Melody (1983)
- Rising Sun (1986)
- Rebel Rock Reggae (1986)
- Rockers Come East (1987)
- Eastman Dub (1988)
- Presents Rockers Story (1989)
- Blowing with the Wind (1990)
- Presents Rockers International Showcase (1991)
- Meets King Tubby at the Control in Roots Vibes (1996)
- Valley Of Jehosaphat (1999)
- El Rocker's (2000)
- The Great Pablo (2000)
- Dubbing with the Don (2001)
- Jah Inspiration (2001)
- Skanking with Pablo: Melodica for Hire 1971–77 (2002)
- In Fine Style: 7" & 12" Selection 1973–79 (2003)
- The Essential Augustus Pablo (2005)
- Augustus Pablo Meets Lee Perry & the Wailers Band (Rare Dubs 1970–1971) (2006)
- The Mystic World of Augustus Pablo: The Rockers Story (2008)
- Dubbing On Bond Street (2012)
- Born To Dub You (2014)